# 2C＝がろあ
2C＝がろあ（つっしーがろあ）は、ゲームクリエイター（原画家）、イラストレーター、漫画家である。以前はムーンフェイズ株式会社（ケロQ / 枕）に所属していたが、現在はフリー。

## 参加作品
2C＝がろあ〜名義
- ゲーム
  - 二重影　－原画（DC版のみ参加）
  - 二重箱　－原画
  - SHADOW AND SHADOW　－原画
  - モエかん　－原画
  - モエてん　－原画
  - モエかす　－原画
- イラスト
  - 林トモアキ『お・り・が・み』シリーズ　－表紙絵、挿絵

2C＝がろあ名義
- ゲーム
  - ef - a fairy tale of the two.　－原画
- イラスト
  - 水樹尋『この素晴らしく不幸で幸せな世界と僕と!』　－表紙絵、挿絵
- 漫画
  - WHITE ALBUM2（GA文庫マガジン連載中）

2C≒がろあ名義
- 漫画
  - さぷれん（ゲーマガ連載中）

## 同人活動
ホンノキモチヤ（ほんのきもちや）という名前の同人サークルを主宰している。